# Rune Emanuelsson

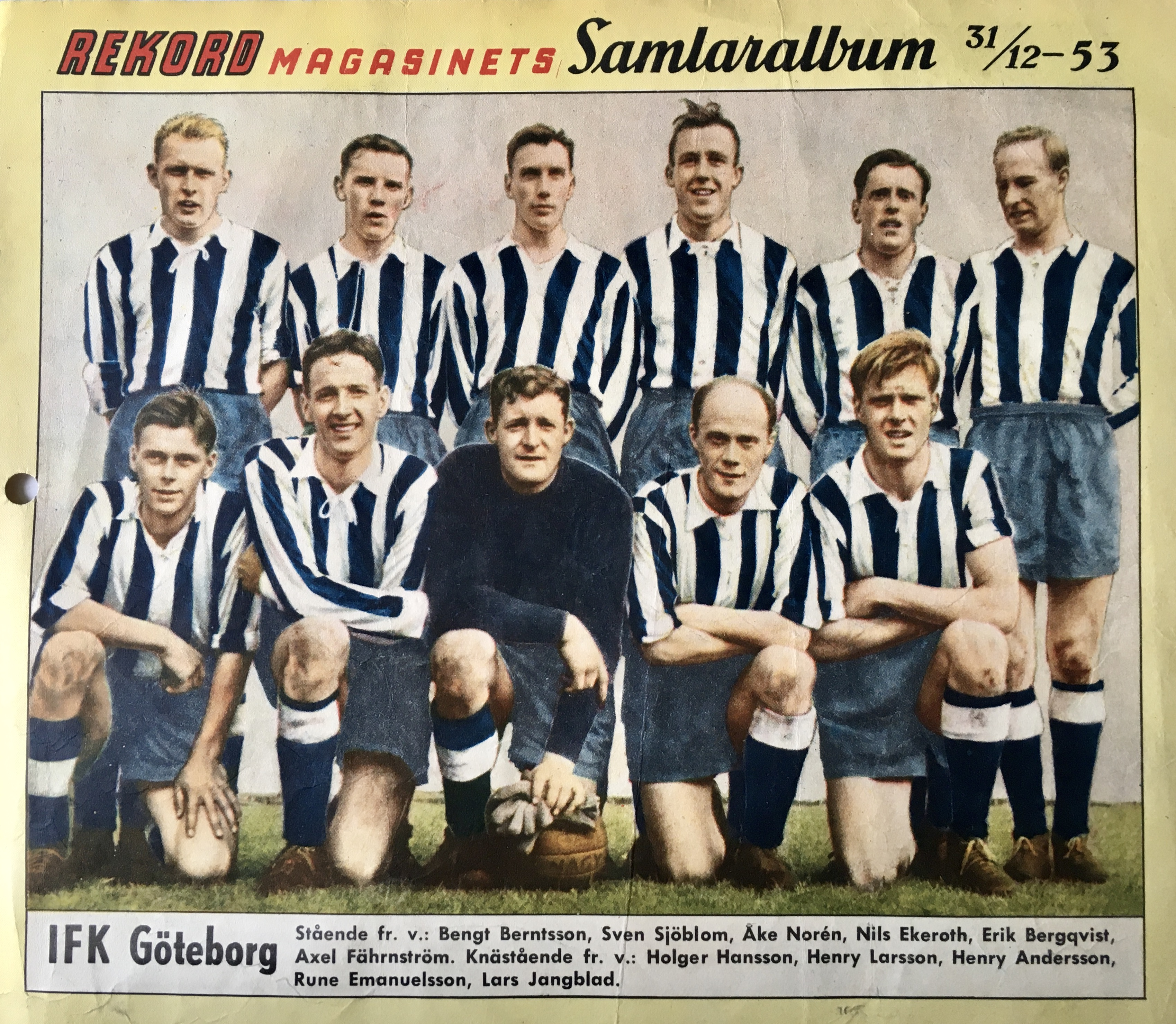
IFK Göteborg 1953 med bland andra Bengt "Fölet Berndtsson, stående längst till vänster, därefter Sven Sjöblom och Nils Ekeroth, fjärde stående spelare från vänster, samt Rune Emanuelsson, fjärde knästående spelare från vänster.

Rune Verner Emanuelsson, född 8 oktober 1923 i Göteborgs Annedals församling, död 21 mars 1993 i Göteborgs Sankt Pauli församling, var en svensk fotbollsspelare (högerhalv eller vänsterback). 
Emanuelsson var hemmahörande i Göteborg och spelade för IFK Göteborg. Han var med i det svenska landslag som tog guld i OS 1948.